# Ей Сі Грін
Ей Сі Грін (молодший) (англ. A. C. Green Jr., нар. 4 жовтня 1963, Портленд, Орегон, США) — американський професіональний баскетболіст, що грав на позиції важкого форварда за низку команд НБА. Триразовий чемпіон НБА. Відомий тим, що провів найбільше матчів поспіль в історії НБА, за що дістав прізвисько «Залізна людина».

## Ігрова кар'єра
На університетському рівні грав за команду Орегон Стейт (1981—1985). 1984 року був визнаний найкращим баскетболістом конференції Pac-10.
1985 року був обраний у першому раунді драфту НБА під загальним 23-м номером командою «Лос-Анджелес Лейкерс». Захищав кольори команди з Лос-Анджелеса протягом наступних 8 сезонів, 6 з яких був її лідером за підбираннями. Граючи разом з Меджиком Джонсоном, Джеймсом Ворті та Карімом Абдул-Джаббаром, ставав чемпіоном НБА 1987 та 1988 років. 1989 та 1991 року разом з командою досягав фіналу НБА. 1990 року взяв участь у матчі всіх зірок.
З 1993 по 1996 рік грав у складі «Фінікс Санз». Досягав з командою півфіналу конференції та був лідером команди за підбираннями. 
1996 року перейшов до «Даллас Маверікс», у складі якої провів наступні 3 сезони своєї кар'єри. 20 листопада 1997 року обійшов Ренді Сміта у списку гравців з найдовшою безперервною серією зіграних матчів, зігравши свій 907-й матч поспіль. 1999 року провів свою 1000-ну гру поспіль.
Наступною командою в кар'єрі гравця була «Лос-Анджелес Лейкерс», за яку він відіграв один сезон, та де втретє став чемпіоном НБА.
Останньою ж командою в кар'єрі гравця стала «Маямі Гіт», до складу якої він приєднався 2000 року і за яку відіграв один сезон.
За свою кар'єру зіграв у 1,278 матчах поспіль, пропустивши лише три матчі у своєму другому сезоні.

## Статистика виступів у НБА
| † | Позначає сезон, в якому Ей Сі Грін ставав чемпіоном НБА |

### Регулярний сезон
| Сезон              | Команда                           | GP    | GS  | MPG  | FG%  | 3P%  | FT%  | RPG | APG | SPG | BPG | PPG  |
| ------------------ | --------------------------------- | ----- | --- | ---- | ---- | ---- | ---- | --- | --- | --- | --- | ---- |
| 1985–86            | «Лос-Анджелес Лейкерс»            | 82    | 1   | 18.8 | .539 | .167 | .611 | 4.6 | .7  | .6  | .6  | 6.4  |
| 1986–87†           | «Лос-Анджелес Лейкерс»            | 79    | 72  | 28.4 | .538 | .000 | .780 | 7.8 | 1.1 | .9  | 1.0 | 10.8 |
| 1987–88†           | «Лос-Анджелес Лейкерс»            | 82    | 64  | 32.1 | .503 | .000 | .773 | 8.7 | 1.1 | 1.1 | .5  | 11.4 |
| 1988–89            | «Лос-Анджелес Лейкерс»            | 82    | 82  | 30.6 | .529 | .235 | .786 | 9.0 | 1.3 | 1.1 | .7  | 13.3 |
| 1989–90            | «Лос-Анджелес Лейкерс»            | 82    | 82  | 33.0 | .478 | .283 | .751 | 8.7 | 1.1 | .8  | .6  | 12.9 |
| 1990–91            | «Лос-Анджелес Лейкерс»            | 82    | 21  | 26.4 | .476 | .200 | .738 | 6.3 | .9  | .7  | .3  | 9.1  |
| 1991–92            | «Лос-Анджелес Лейкерс»            | 82    | 53  | 35.4 | .476 | .214 | .744 | 9.3 | 1.4 | 1.1 | .4  | 13.6 |
| 1992–93            | «Лос-Анджелес Лейкерс»            | 82    | 55  | 34.4 | .537 | .348 | .739 | 8.7 | 1.4 | 1.1 | .5  | 12.8 |
| 1993–94            | «Фінікс Санз»                     | 82    | 55  | 34.5 | .502 | .229 | .735 | 9.2 | 1.7 | .9  | .5  | 14.7 |
| 1994–95            | «Фінікс Санз»                     | 82    | 52  | 32.8 | .504 | .339 | .732 | 8.2 | 1.5 | .7  | .4  | 11.2 |
| 1995–96            | «Фінікс Санз»                     | 82    | 36  | 25.8 | .484 | .269 | .709 | 6.8 | .9  | .5  | .3  | 7.5  |
| 1996–97            | «Фінікс Санз» / «Даллас Маверікс» | 83[a] | 73  | 30.0 | .483 | .050 | .650 | 7.9 | .8  | .8  | .2  | 7.2  |
| 1997–98            | «Даллас Маверікс»                 | 82    | 68  | 32.3 | .453 | .000 | .716 | 8.1 | 1.5 | 1.0 | .3  | 7.3  |
| 1998–99            | «Даллас Маверікс»                 | 50    | 35  | 18.5 | .422 | .000 | .577 | 4.6 | .5  | .6  | .2  | 4.9  |
| 1999–00†           | «Лос-Анджелес Лейкерс»            | 82    | 82  | 23.5 | .447 | .250 | .695 | 5.9 | 1.0 | .6  | .2  | 5.0  |
| 2000–01            | «Маямі Гіт»                       | 82    | 1   | 17.2 | .444 | .000 | .712 | 3.8 | .5  | .4  | .1  | 4.5  |
| Усього за кар'єру  | Усього за кар'єру                 | 1,278 | 832 | 28.6 | .494 | .254 | .734 | 7.4 | 1.1 | .8  | .4  | 9.6  |
| В іграх усіх зірок | В іграх усіх зірок                | 1     | 1   | 12.0 | .000 | .000 | .000 | 3.0 | 1.0 | .0  | 1.0 | .0   |

### Плей-оф
| Сезон             | Команда                | GP  | GS | MPG  | FG%  | 3P%  | FT%   | RPG  | APG | SPG | BPG | PPG  |
| ----------------- | ---------------------- | --- | -- | ---- | ---- | ---- | ----- | ---- | --- | --- | --- | ---- |
| 1986              | «Лос-Анджелес Лейкерс» | 9   | –  | 11.8 | .529 | –    | .444  | 1.8  | .0  | .1  | .3  | 2.4  |
| 1987†             | «Лос-Анджелес Лейкерс» | 18  | –  | 28.1 | .546 | –    | .747  | 7.9  | .6  | .5  | .4  | 11.5 |
| 1988†             | «Лос-Анджелес Лейкерс» | 24  | –  | 30.3 | .544 | –    | .753  | 7.3  | .8  | .5  | .5  | 10.0 |
| 1989              | «Лос-Анджелес Лейкерс» | 15  | –  | 33.5 | .412 | .000 | .763  | 9.1  | 1.2 | 1.1 | .4  | 10.1 |
| 1990              | «Лос-Анджелес Лейкерс» | 9   | –  | 28.0 | .519 | –    | .750  | 9.0  | 1.0 | .6  | .4  | 11.8 |
| 1991              | «Лос-Анджелес Лейкерс» | 19  | 1  | 21.1 | .423 | .500 | .704  | 5.4  | .5  | .6  | .2  | 6.5  |
| 1992              | «Лос-Анджелес Лейкерс» | 4   | 4  | 38.3 | .410 | –    | .826  | 9.0  | 1.8 | 1.8 | .0  | 12.8 |
| 1993              | «Лос-Анджелес Лейкерс» | 5   | 5  | 44.0 | .429 | .000 | .619  | 14.6 | 2.6 | 1.4 | .6  | 9.8  |
| 1994              | «Фінікс Санз»          | 10  | 2  | 35.0 | .482 | .412 | .613  | 8.4  | 1.3 | 1.0 | .2  | 12.5 |
| 1995              | «Фінікс Санз»          | 10  | 10 | 36.8 | .462 | .083 | .873  | 12.0 | 1.3 | .6  | .2  | 12.8 |
| 1996              | «Фінікс Санз»          | 4   | 4  | 21.8 | .353 | .000 | .875  | 4.5  | .5  | .3  | .0  | 4.8  |
| 2000†             | «Лос-Анджелес Лейкерс» | 23  | 23 | 18.7 | .411 | –    | .696  | 4.2  | .6  | 1.6 | .1  | 3.9  |
| 2001              | «Маямі Гіт»            | 3   | 0  | 7.0  | .333 | –    | 1.000 | 1.3  | .7  | .3  | .0  | 1.0  |
| Усього за кар'єру | Усього за кар'єру      | 153 | –  | 26.9 | .475 | .250 | .739  | 7.1  | .8  | .7  | .3  | 8.6  |